# بول تشن
بول تشن (بالإنجليزية: Paul Chan Mo-po)‏ (و. 1955 – م) هو، ولد في هونغ كونغ البريطانية، هو عضوٌ في مجلس هونغ كونغ التشريعي (1 أكتوبر 2008–29 يوليو 2012).

## مناصب
تولى منصب Financial Secretary (منذ 16 يناير 2017)، وSecretary for Development (30 يوليو 2012–16 يناير 2016).

## التعليم
تعلم في الجامعة الصينية في هونغ كونغ، وكلية هارفارد للأعمال، وجامعة هارفارد.

## جوائز
حصل على جوائز منها:
- نجمة بواهينيا الذهبية [الإنجليزية]‏ (1 يوليو 2016)[2]
- Medal of Honour (Hong Kong) [الإنجليزية]‏.